# Manuel I de Constantinopla
Manuel I de Constantinopla, nascido Manuel Saranteno ou Caritópulo (em grego: Μανουήλ Α΄ Σαραντηνός/Χαριτόπουλος), foi o patriarca grego ortodoxo de Constantinopla de dezembro de 1216 ou janeiro de 1217 até 1222. É possível que ele tenha sido chamado de "o Filósofo": Jorge Acropolita diz que era "um filósofo e parece, de fato, ter sido assim chamado pelo povo". 

## Biografia
Manuel foi patriarca no exílio, pois na época o trono estava ocupado pelo patriarca latino de Constantinopla, e ele morava em Niceia. Antes do Saque de Constantinopla (1204) pela Quarta Cruzada, Manuel era diácono e mestre da filosofia (maistor ton philophon) na capital imperial. É provável que seja esta a origem provável de seu epíteto.
Sob Manuel I, o grande santo sérvio, São Sava, se tornou um arcebispo e a Igreja Ortodoxa Sérvia se tornou autocéfala no território do nascente reino sérvio de Estêvão II Nemânica.
Manuel é lembrado por seu papel na relação diplomática entre o imperador de Niceia, Teodoro I Láscaris, e o imperador latino de Constantinopla, Roberto de Courtenay. Em 1222, Roberto se aproximou de Teodoro com a intenção de firmar um tratado de paz e, posteriormente, ofereceu a mão de sua filha, Eudóxia, em casamento para consolidar o acordo. Mas Teodoro era casado com Maria de Courtenay, a irmã de Roberto desde 1217 e Manuel, por isso, teria bloqueado, segundo Jorge Acropolita, um noivado que fora duplamente negociado em bases puramente religiosas: Roberto, o cunhado de Teodoro, não poderia se tornar também seu genro, pois isso configuraria uma "união ilegal" e um incesto, pois estava dentro do parentesco de terceiro grau.